# Bhota
Bhota es un pueblo y nagar Panchayat  situado en el distrito de Hamirpur,  en el estado de Himachal Pradesh (India). Su población es de 1453 habitantes (2011). 

## Demografía
Según el censo de 2011 la población de Bhota era de 1453 habitantes, de los cuales 738 eran hombres y 715 eran mujeres. Bhota tiene una tasa media de alfabetización del 91,44%, superior a la media estatal del 82,80%: la alfabetización masculina es del 96,24%, y la alfabetización femenina del 86,47%.